# John Gray (réalisateur)
Pour les articles homonymes, voir John Gray et Gray.
John Thomas Gray (né à Bay Ridge, New York) est un scénariste, réalisateur et producteur américain. Il est surtout connu pour avoir travaillé sur Ghost Whisperer, Helter Skelter (1976), Martin and Lewis, CSS Hunley, le premier sous-marin et The Day Lincoln Was Shot (en).
Il a également travaillé sur White Irish Drinkers (en), qui est en partie basé sur sa jeunesse passée à Brooklyn.

## Filmographie
| année     | titre                             | notes                                          |
| 1989      | When He's Not a Stranger (en)     | réalisateur                                    |
| 1990      | The Lost Capone                   | réalisateur                                    |
| 1992      | An American Story                 | réalisateur                                    |
| 1995      | Drôle de singe                    | réalisateur                                    |
| 1996      | L'Ombre blanche                   | réalisateur                                    |
| 1998      | The Day Lincoln Was Shot (en)     | réalisateur                                    |
| 1999      | CSS Hunley, le premier sous-marin | réalisateur                                    |
| 2001      | The Seventh Stream                | réalisateur, scénariste, coproducteur exécutif |
| 2002      | Martin and Lewis                  | réalisateur, scénariste                        |
| 2004      | Helter Skelter                    | réalisateur, scénariste                        |
| 2005-2010 | Ghost Whisperer                   | réalisateur, scénariste, producteur            |
| 2010      | White Irish Drinkers (en)         | réalisateur, producteur, scénariste            |
| 2014      | Reckless                          | coproducteur exécutif                          |

## Récompenses et distinctions
- 1994 : 
  - Christopher Award pour A Place for Annie
  - Humanitas Award pour A Place for Annie
- 2002 : Humanitas Award pour Haven

## Source de la traduction
- (en) Cet article est partiellement ou en totalité issu de l’article de Wikipédia en anglais intitulé « John Gray (director) » (voir la liste des auteurs).